# Nuevo Emiliano Zapata
Nuevo Emiliano Zapata är en ort i Mexiko.   Den ligger i kommunen Ostuacán och delstaten Chiapas, i den sydöstra delen av landet, 600 km öster om huvudstaden Mexico City. Nuevo Emiliano Zapata ligger 62 meter över havet och antalet invånare är 191.
Terrängen runt Nuevo Emiliano Zapata är platt norrut, men söderut är den kuperad. Runt Nuevo Emiliano Zapata är det ganska glesbefolkat, med 25 invånare per kvadratkilometer. Närmaste större samhälle är Ostuacán, 15,5 km öster om Nuevo Emiliano Zapata. Trakten runt Nuevo Emiliano Zapata består till största delen av jordbruksmark.